# Прат енд Витни R1340
Прат енд Витни R1340 (енгл. Pratt & Whitney R-1340 Wasp) је клипни мотор који је нашао значајну примену у америчким авионима почев од 1920-их година. Био је то први мотор Прат енд Витни фабрике, а уједно и први типа Восп (Оса, Зоља). R1340 је звездасти четворотактни бензински клипни мотор са 9 цилиндара и хлађењем ваздухом. Његова максимална снага износи 441  при 2.250 обртаја у минути. Произведено је укупно 34.966 комада.

## Настанак и развој
Амерички произвођач авиомотора Прат енд Витни довршио је развио свог првог мотора крајем децембра 1925. године као погонску групу за нову генерацију морнаричких ловаца. Марта 1926. модел је хомологован, да би Морнарица Сједињених Држава октобра исте године поручила 200 мотора овог типа. Испорука Морнарици почела је већ крајем године. Главна одлике биле су техничка решења коленастог вратила из два дела и клипњаче у односу на дотадашње звездасте моторе. Због своје поузданости брзо је нашао своје место и у цивилној авијацији где је познат под именом Восп (Wаsp) што у преводу значи оса или зоља. У више варијанти производио се све до 1960. године.

## Варијанте
- R-1340-7 — 450 hp (336 kW), 600 hp (447 )
- R-1340-8 — 425 hp (317 kW)
- R-1340-9 — 450 hp (336 kW), 525 hp (391 )
- R-1340-16 — 550 hp (410 )
- R-1340-17 — 525 hp (391 )
- R-1340-19 — 600 hp (447 )
- R-1340-19F — 600 hp (447 )
- R-1340-21G — 550 hp (410 )
- R-1340-22 — 550 hp (410 )
- R-1340-23 — 575 hp (429 kW)
- R-1340-30 — 550 hp (410 )
- R-1340-31 — 550 hp (410 )
- R-1340-33 — 600 hp (447 )
- R-1340-48 — 600 hp (447 )
- R-1340-49 — 600 hp (447 )
- R-1340-AN1 — 550 hp (410 kW), 600 hp (447 )
- R-1340-AN2 — 550 hp (410 ), 3:2
- R-1340-B — 450 hp (336 kW)
- R-1340-D — 500 hp (373 kW)
- R-1340-S1H1-G — 550 hp (410 kW), 600 (447 kW)
- R-1340-S3H1 — 600 hp (447 )